# Mansour Mehdizadeh

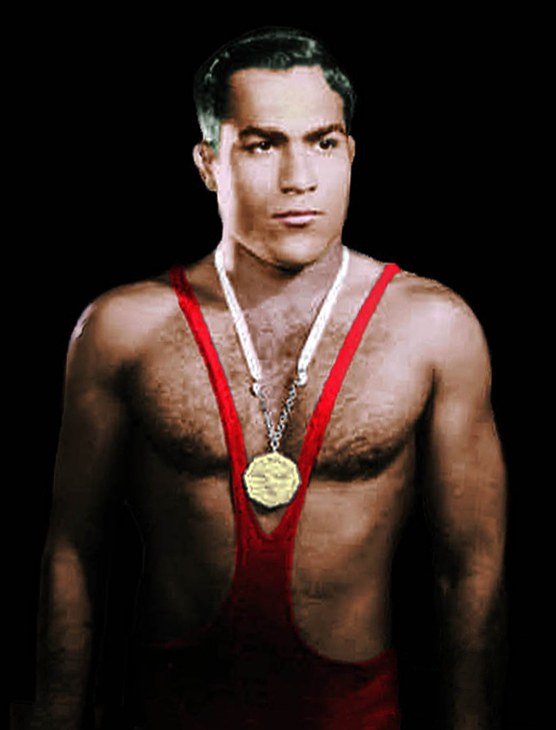
Mansour Mehdizadeh, iranischer Ringer (um 1960)

Mansour Mehdizadeh (persisch منصور مهدی زاده, * 14. August 1938 in Teheran) ist ein ehemaliger iranischer Freistilringer. Er war Teilnehmer an den Olympischen Sommerspielen 1960 in Rom, 1964 in Tokio und 1968 in Mexiko-Stadt.
Seine beste Platzierung bei den Olympischen Sommerspielen war der vierte Rang bei den Spielen von Tokio in der Gewichtsklasse Mittelgewicht (87 kg).
Mansour Mehdizadeh feierte seine größten internationalen Erfolge mit drei Goldmedaillen, die er bei den Ringer-Weltmeisterschaften 1961 in Yokohama im Mittelgewicht (79 kg), Ringer-Weltmeisterschaften 1962 in Toledo (Ohio) im Halbschwergewicht (87 kg) und 1965 in Manchester im Mittelgewicht (87 kg) gewann. Mehdizadeh errang auch eine Bronzemedaille bei den Ringer-Weltmeisterschaften 1963 in Sofia im Halbschwergewicht (87 kg).
Bei seinem letzten internationalen Auftritt im Jahr 1966 bei den Asienspielen, die in Bangkok stattfanden, trat Mansour Mehdizadeh im Halbschwergewicht (97 kg) an und gewann Gold.